# Jean Marco
Jean Marco (* als Jean Marcopoulos 17. Dezember 1923 in Konstantinopel; † 24. Juni 1953 in Connerré) war ein französischer Crooner, Bigband-Sänger und Chanson-Sänger.
Marco kam mit seinen griechischen Eltern nach Frankreich. Als Jugendlicher sang er in einem Knabenchor (Les Petits Chanteurs à la Croix de Bois), mit dem er auch im Ausland (Nordafrika, Italien, Belgien, Schweiz, Deutschland) auf Tour war. Er begann eine Schneiderlehre, war aber entschlossen Sänger zu werden. Er sang nach dem Krieg in Cabarets und in Clubs der Alliierten, wobei er sich auf der Gitarre begleitete. 1945 arbeitete er als Gitarrist bei Claude Abadie, 1948 bis zu seinem Tod 1953 war er Sänger des Orchesters Jacques Hélian und nahm auch viel Solo auf. 1948 war er der Erste, der „C’est si bon“ aufnahm. Ein weiterer Hit war „Maître Pierre“ (ebenfalls von Henri Betti). Weitere Lieder bei Hélian waren  „Luna Rossa“, „Malgré tout“ und „Tout là-haut“ (mit Claude Evelyne, aus dem Film Musique en tête, 1951). Der Diskograf Tom Lord listet Marco im Bereich des Jazz zwischen 1945 und 1952 bei 20 Aufnahmesessions.
Marco ist auch in mehreren Filmen mit dem Orchester Hélian zu sehen, so in Pigalle-Saint-Germain-des-Prés (1950).
Im Juni 1953 starb Marco bei einem Autounfall mit zwei weiteren Mitgliedern des Orchesters von Hélian.